# Jiřina Hájková
Jiřina Hájková, née le 31 janvier 1954 à Děčín (Tchécoslovaquie), est une ancienne joueuse tchécoslovaque de hockey sur gazon. Elle est médaillée d'argent aux Jeux de 1980.

## Carrière
Jiřina Hájková fait partie de l'équipe nationale tchécoslovaque médaillée d'argent aux Jeux olympiques d'été de 1980 à Moscou.

## Palmarès

### Jeux olympiques
- médaille d'argent du tournoi féminin en 1980 à Moscou,  Union soviétique